# كندا دراي
كندا دراي هي ماركة مشروب غازي تسوقه شركة بيبر سنابل (بالإنجليزية: Dr Pepper Snapple Group)‏ الأمريكية والتي مقرها في بلانو في ولاية تكساس، وهو مشروب أصله من كندا فقد اختص الكنديون في القرون الماضية بصناعة مشروب بطعم الزنجبيل طورته الشركة وسوقته بهذا الاسم الذي يحيله إلى أصله.